# Kirkevoll/Brekkeåsen
Kirkevoll/Brekkeåsen är en tätort i Tønsbergs kommun i Vestfold fylke i sydöstra Norge. Orten ligger där fylkesväg 3186 möter fylkesväg 3208, väster om Europaväg 18. Den omfattar bebyggelse i de båda sammanväxta orterna Kirkevoll och Brekkeåsen. Här finns Våle kyrka.
Tidigare har orten tillhört dåvarande Våle kommun, därefter dåvarande Re kommun.